# Tour aux Anglais (Aunou-le-Faucon)
Le manoir de la Tour aux Anglais est un édifice situé à Aunou-le-Faucon, en France.

## Localisation
Le monument est situé dans le département français de l'Orne, à 150 m sur la commune d'Aunou-le-Faucon.
Aunou-le-Faucon se situe à 5 km au sud-est d’Argentan, en bordure de la forêt de Petite Gouffern. Le manoir se trouve au sud-est du bourg à 400 m de l'église Saint-Cyr-et-Sainte-Julitte, sur la rive droite de l’Orne.

## Historique
L’origine de la maison d’Aunou remonte probablement au seigneur Foulque d’Airou, compagnon
de Guillaume le Conquérant. 
Périodes de construction XIVe et XVIIe siècles.
D'importants travaux de restauration ont été engagés depuis 1994 et les extérieurs mis en valeur après des fouilles archéologiques effectuées en 1999.

## Architecture

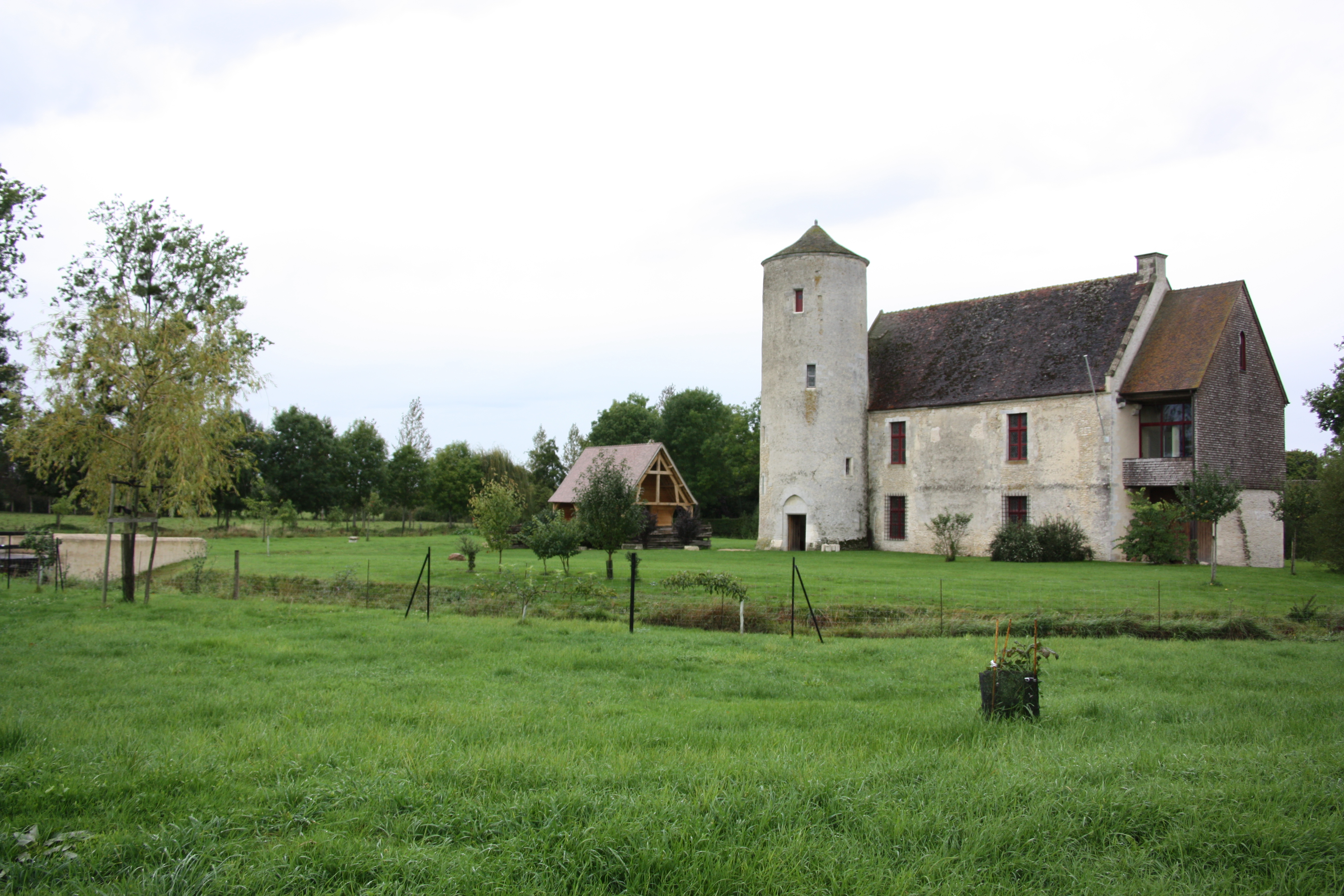
Vue dans le site.
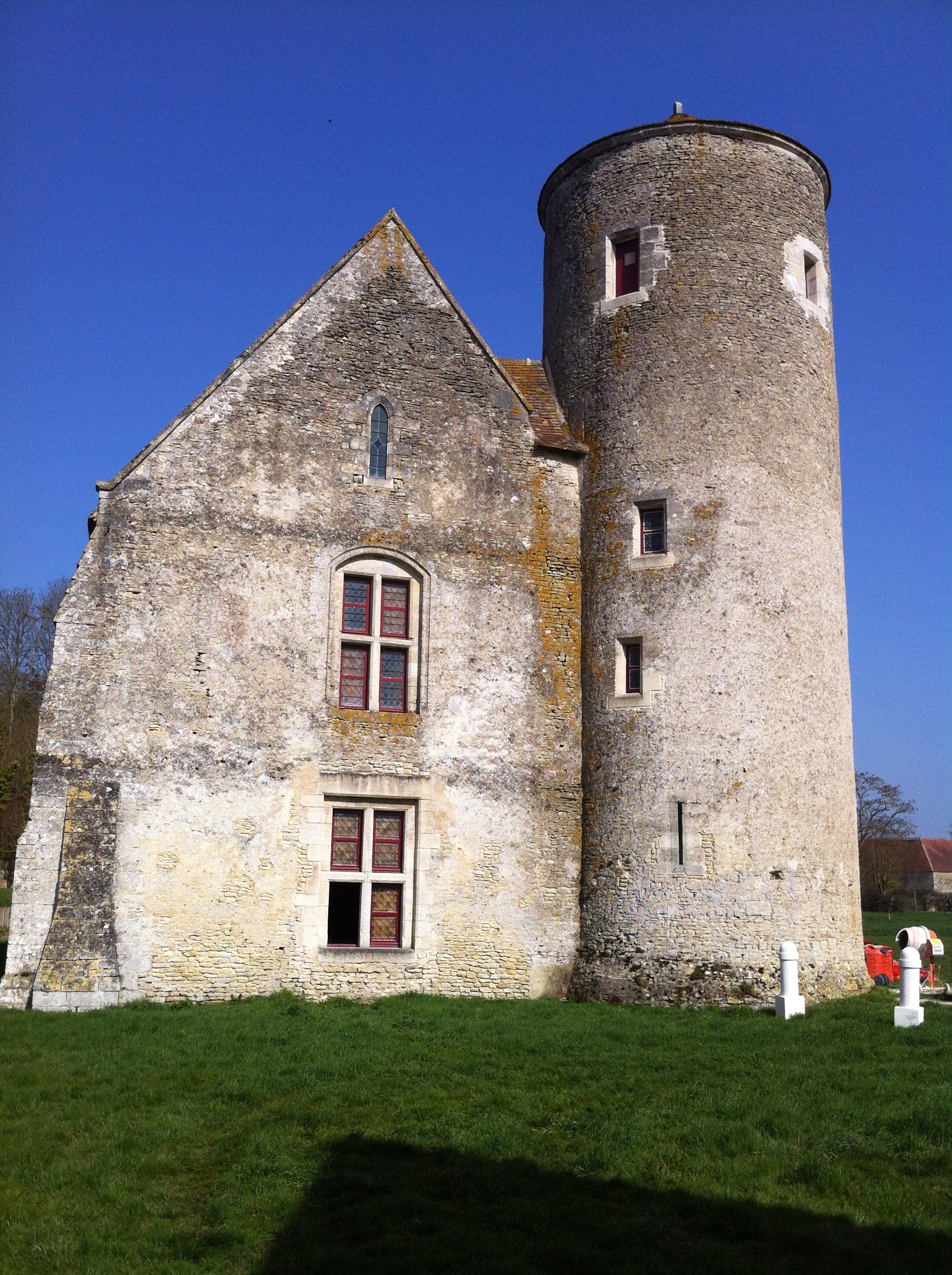
La façade occidentale.

Bâtiment d'époque médiévale à l'angle duquel s'élève une tour d'escalier du XVe siècle, fossés en eau et pont donnant l'accès au jardin clos. 
Les façades et les toitures du manoir sont inscrites au titre des monuments historiques depuis le 11 mai 1981.